# 清原邦一
清原 邦一（きよはら くにかず、1899年（明治32年）3月27日 - 1967年（昭和42年）11月11日）は、日本の検察官、弁護士。検事総長。

## 経歴
和歌山県那賀郡（現紀の川市）で、清原英三の長男として生まれる。旧制・和歌山県立粉河中学校、旧制・第一高等学校を経て、1924年4月、東京帝国大学法学部法律学科（仏法）を卒業。
1923年12月、高等試験行政科試験に合格し、1924年5月、裁判所書記兼司法属に任官し東京地方裁判所書記兼大臣官房調査課に配属された。同年12月、高等試験司法科試験に合格し、1925年3月、司法官試補に任官し大阪地方裁判所詰となる。1926年11月、検事に任官し大阪地裁予備検事となる。以後、神戸区裁判所検事、東京区裁判所検事、司法書記官・行刑局配属、調査部第一課長、刑事局第五課長、東京控訴院検事、司法省官房秘書課長、福岡地方裁判所検事正、司法省刑政局長、同行刑局長などを歴任。
戦後、公職追放となり、1946年7月に依願免本官、弁護士登録を行う。1951年9月に追放解除となり、1952年3月、法務府刑政長官として復帰し、法務事務次官、最高検察庁次長検事を経て、1959年5月12日、検事総長に就任。同年9月7日、砂川事件の上告審において検事総長として異例の口頭弁論を行った。在任中は六十年安保改定に伴う国内の治安維持に尽力し、嶋中事件、武州鉄道汚職事件などを指揮した。
1964年1月8日、検事総長を勇退し退官した。その後、1965年8月に日本プロ野球コミッショナー委員会委員に就任したが、在任中に死去した。